# Visconde do Sardoal
Visconde do Sardoal é um título nobiliárquico criado pelo Rei D. Luís I de Portugal, por Decreto de 17 de Abril de 1866, em favor de José de Figueiredo Frazão de Castelo Branco.
Titulares
1. José de Figueiredo Frazão de Castelo Branco, 1.º Visconde do Sardoal;
2. José de Figueiredo Pimenta de Avelar Frazão, 2.º Visconde do Sardoal.

Após a Implantação da República Portuguesa, e com o fim do sistema nobiliárquico, usaram o título: 
1. José de Figueiredo Trigueiros Frazão, 3.° Visconde do Sardoal;
2. Maria Madalena de Abreu Castelo Branco Trigueiros Frazão, 4.ª Viscondessa do Sardoal;
3. João de Azevedo Pacheco de Sacadura Botte, 5.° Visconde do Sardoal.